# Norwegisches Tiefenwasser

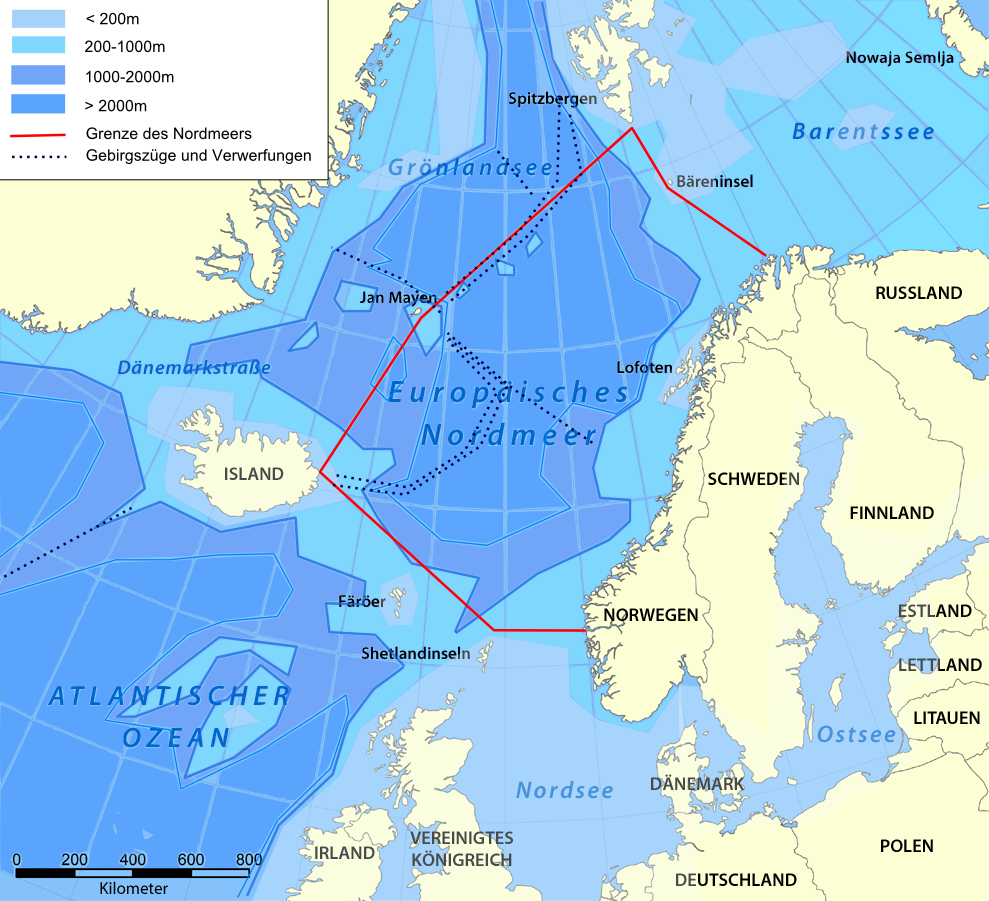
Die Grenzen des Europäischen Nordmeers, auch Norwegische See, mit Meerestiefen und Schwellen. Grenzen nach dem Entwurf „Names and Limits of Oceans and Seas“ der IHO aus dem Jahr 2002

Das Norwegische Tiefenwasser (engl.: Norwegian Sea Deep Water, NSDW) ist eine kalte, dichte und nahezu homogene Wassermasse  in weniger als 2000 m Tiefe in den norwegischen und den Lofotenbecken der Norwegischen See. Es spielt eine entscheidende Rolle für die tiefen ozeanischen Strömungen und die globale thermohaline Zirkulation.

## Entstehung und physikalische Eigenschaften
Das NSDW entsteht durch intensive Abkühlung und Dichtezunahme von Wassermassen in der Norwegischen See. In erster Linie ist es das Produkt der Winterkonvektion, die kaltes, salzreiches Wasser aus der Oberfläche in tiefere Schichten transportiert.
Typische physikalische Parameter des Norwegischen Tiefenwassers sind:
- Temperatur: ca. −0,8 bis 0,5 °C
- Salzgehalt: etwa 34,9–35,1 Praktische Salinitätseinheiten (PSU)
- Dichte: sehr hoch, bedingt durch kalte Temperaturen und moderaten Salzgehalt.

Das NSDW sammelt sich in Tiefen von etwa 1000 bis 2500 m und bildet die tiefste Wasserschicht in der Norwegischen See.

## Austausch mit anderen Wassermassen
Das Norwegische Tiefenwasser interagiert mit anderen Wassermassen des Nordatlantiks und der Arktis. Jüngste Beobachtungen deuten darauf hin, dass das NSDW eine Mischung aus relativ kaltem und frischem Tiefenwasser der Grönlandsee und wärmerem, salzigerem Tiefenwasser des Eurasischen Beckens aus dem Arktischen Ozean ist. Durch Strömungsprozesse wird NSDW mit Tiefenwasser aus der benachbarten Grönlandsee vermischt. Dort entsteht durch Winterkonvektion ebenfalls Tiefenwasser, das Grönlandsee-Tiefenwasser (GSDW), und ein Teil dieses Wassers mischt sich mit NSDW durch Diffusion und turbulente Prozesse an der tiefen Beckenrandzone.  Dies trägt zur Bildung des Nordatlantischen Tiefenwassers (NADW) bei.
Ein Teil des NSDW fließt als Island-Schottland-Überstrom (ISOW) in tiefere Regionen des Nordatlantiks ab.   Dieser Abfluss hat ein Volumen von etwa 1–2 Sverdrup (Sv, 1 Sv = 1 Million m³/s), was einem bedeutenden Beitrag zur Tiefenwasserbildung des Nordatlantiks entspricht.
Teile des NSDW werden so in den Nordatlantischen Tiefenwasserstrom (NADW) integriert, der das  globale Förderband antreibt.  Das NSDW ist damit ein integraler Bestandteil der Atlantischen Meridionalen Umwälzzirkulation (AMOC) und beeinflusst die Stabilität der tiefen Ozeanzirkulation.
Allerdings verlässt nicht das gesamte NSDW die Norwegische See. Ein Teil bleibt innerhalb des Beckens gefangen und rezirkuliert durch langsamen, zyklonalen Transport entlang der Tiefenbecken.
Die genaue Stärke des Austauschs ist schwer zu bestimmen, da Messungen in großen Tiefen begrenzt sind. Allerdings gibt es Abschätzungen:  Der Gesamtabfluss aus der Norwegischen See durch den Island-Schottland-Überstrom und den Dänemarkstraßen-Überstrom beträgt ca. 6 Sv (davon ein erheblicher Teil NSDW).  Der Austausch mit der Grönlandsee durch Mischung und Diffusion ist schwer zu quantifizieren, aber er trägt zur langsamen Erneuerung des NSDW bei.  Die Variabilität des Austauschs hängt stark von der atmosphärischen Zirkulation, insbesondere den Winden und der Arktischen Oszillation (AO), ab.

## Klimarelevanz
Das Norwegische Tiefenwasser ist ein kritischer Bestandteil der globalen Kohlenstoff- und Wärmespeicherung im Ozean. Durch seine hohe Dichte transportiert es große Mengen an CO₂ und Wärme in tiefere Schichten, wo sie über lange Zeiträume gespeichert bleiben.
Die globale Erwärmung könnte die Bildung und Stabilität des NSDW erheblich beeinflussen:  So könnte ein steigender Süßwassereintrag durch die 
abschmelzenden Gletscher Grönlands die Tiefenzirkulation und damit die gesamte nordatlantische Strömungsdynamik schwächen.
Langfristig könnte eine Abschwächung der norwegischen Tiefenwasserbildung dazu beitragen, dass bestimmte Kipppunkte im Klimasystem überschritten werden. Dies könnte abrupte klimatische Veränderungen auslösen, darunter eine Verschiebung von Niederschlagsmustern, eine Verschärfung von Hitzewellen in Europa und eine destabilisierte ozeanische CO₂-Senke.